# 無國界電訊傳播組織
無國界電訊傳播組織（TSF, Télécoms sans frontières）是一個世俗主義的人道救援、非營利組織，係由Jean-François Cazenave在1998年首先創立於法國波城，其後2003年在尼加拉瓜的馬拿瓜設立第二個基地，隔年又增泰國曼谷為一新據點。
無國界電訊傳播組織專門從事緊急狀況時的電信架設，包括對天然災害及戰爭所波及的受害者以及其他國際組織給予通信方面的協助，加速救援行動。

## 外部連結
- TSF官方網站 （页面存档备份，存于）